# Gustaf Hallberg
Emil Gustaf Hallberg, född 25 juli 1868 i Kristianstad, död 12 september 1943 i Falun, var en svensk gruvingenjör.
Gustaf Hallberg var son till vice häradshövdingen Carl Albert Hallberg. Efter mogenhetsexamen i Lund 1886 blev han filosofie kandidat där 1889 och utexaminerades från Tekniska högskolan 1894. 1893–1894 var Hallberg extrageolog vid Sveriges geologiska undersökning, 1894–1895 extraordinarie tjänsteman i Kommerskollegium samt 1895–1896 biträdande ingenjör och bokhållare vid Grängesbergs gemensamma förvaltning. 1896 anställdes Hallberg som gruvingenjör vid Stora Kopparbergs bergslags AB, inom vilket företag han sedan verkade, 1900–1921 som intendent och chef för bolagets järngruvor samt 1922–1925 som kontorschef vid dess Falukontor. 1926–1928 handhade han olika specialuppdrag inom bolaget. Samtidigt med tjänsten hos Stora Kopparberg var Hallberg statens gruvingenjör, först i Västra bergmästardistriktet 1901–1904 och sedan i Östra bergmästardistriktet till 1919, då bergsstaten omorganiserades. Hallberg var ekonomisk och teknisk ledare för olika gruvbolag, i vilket Stora Kopparberg var intresserat, bland annat i Vintjärn, Säter, Tuna-Hästberg och Gräsberg. Som gruvman intresserade han sig särskilt för geologi och gruvmätning och gjorde värdefulla insatser på området. Särskilt märks hans utredning av Vintjärnsfältets tektonik och den gruvkarta han upprättade över detta fält. Med intresse ägnade han sig även åt gruvlagstiftningsfrågor. Hallberg var fullmäktig i Sveriges teknisk-industriella skiljedomsinstitut 1913–1916, ledamot av styrelsen för Skandinaviska malm & metall AB från 1917.